# Серобрюхий ценолест
Серобрюхий ценолест (лат. Caenolestes caniventer) — сумчатое млекопитающее семейства ценолестовые отряда ценолесты.
Впервые найден 2 августа 1920 года Гарольдом Энтони (на высоте 2140 м в Западных Андах в провинции Эль-Оро на юго-западе Эквадора) и описан им же в 1921 году.

## Описание
Крупнее эквадорского ценолеста. Общая длина найденного Энтони самца составила 256 мм (из них почти половина — 127 мм — хвост), максимальная длина черепа — 33,5 мм. Масса беременной самки, пойманной в 1983 году (в горном лесу на высоте 3050 м в провинции Асуай на юге Эквадора), равнялась 37,5г, длина тела — 117 мм, хвоста — 115 мм.
Мех сверху темно-бурый, у основания свинцово-серый и перемежается волосками с тёмно-жёлтыми кончиками; низ гораздо светлее (в отличие от эквадорского ценолеста), концы волос варьируют от кремового до грязно-белёсого и более тёмный в грудной части (вплоть до тёмного как сверху). Лапы светло-коричневые; хвост бурый и немного светлее внизу.

## Ареал
Обитает в субтропических горных лесах Анд, на высоте от 1500 м в южном и центральном Эквадоре и на северо-западе Перу.